# أندرسون دي كارفاليو باربوسا
أندرسون دي كارفاليو باربوسا (بالبرتغالية: Anderson de Carvalho Barbosa‏) المعروف باسم أندرسون باربوسا (ولد في 1 سبتمبر 1974) لاعب كرة قدم برازيلي معتزل كان يجيد اللعب في مركز المهاجم. سبق له اللعب في منطقة الشرق الأوسط وبالتحديد في الإمارات وقطر.

## المسيرة الرياضية
لعب أندرسون سابقا في أندية غاما وفلومينينسي وإنترناسيونال وكريسيوما في الدرجة الأولى. كما أنه قضى موسما مع نادي الإمارات العربية المتحدة الوصل وكان قادرا على الفوز بالمركز الأول مع النادي والحصول على لقب هداف البطولة. هو اللاعب الوحيد الذي كان هدّافاً لأربع سنوات متتالية في دوري الإمارات. أندرسون هو اللاعب الذي حقق أعلى عدد من الأهداف على الإطلاق في الإمارات العربية المتحدة بما في ذلك اللاعب الأجنبي والمحلي حيث سجل ما مجموعه 160 هدف منها تسجيل 99 هدف في دوري الإمارات و 22 هدفا في كأس رئيس الدولة
. لعب أندرسون في الإمارات منذ بداية عام 2003 عندما انتقل إلى الشارقة.
لعب على سبيل الإعارة في دولة قطر لصالح النادي العربي في كأس أمير قطر 2005 وسجل هدفين من اربع مباريات ثم مع نادي الشمال وسجل هدف من مباراة في ذات المسابقة عام 2006 وختم مشواره بقطر عام 2012 مع نادي السكانية في مسابقة كأس الشيخ جاسم ولم يسجل في ثلاث مباريات .
سجل مع نادي الشارقة خمسة أهداف في دوري أبطال اسيا موسم 2004 وقاده لربع النهائي ثم سجل هدفين بذات المسابقة عام 2009 لكن نادي الشارقة انسحب وله هدف في البطولة الخليجية للأندية ال٢٣ ضد النصر العماني على ملعب نادي العربي الكويتي 1/4 هزيمة
يعتبر المحترف البرازيلي أندرسون ديكار هداف نادي الشارقة من أفضل هدافي الدوري الإماراتي على مستوى اللاعبين المحترفين الأجانب الذين تعاقبوا على اللعب في أندية الدولة المختلفة ست سنوات مع نادي الشارقة وسنة واحدة مع الوصل.
```
بلغ إجمالي أهداف عازف السامبا البرازيلية 99 هدفاً في بطولة الدوري من بينها 81 هدفاً لنادي الشارقة و18 هدفاً لنادي الوصل.
```

ويبلغ إجمالي أهداف أندرسون في الدوري والمسابقات القارية والخليجية 132 هدفاً مع الشارقة والوصل
كان أندرسون حطم رقم المحترف التونسي محيي الدين هبيطة الذي احترف في نادي العين لمدة ست سنوات فيما دخل أندرسون في السنة السابعة كمحترف في ملاعب وأندية الدولة ويبقى أندرسون رقم واحد على مستوى المحترفين الذين تعاقبوا على أندية الدولة من خلال عدد السنوات وعدد الأهداف.
يذكر أن ملاعب الدولة تعطرت بعرق أسماء كبيرة ورنانة تركت بصمة كبيرة وواضحة في مسيرة الكرة بالدولة أمثال التونسيين محيي الدين هبيطة والعقري والعاجي جويل تيهي والغاني عبيدي بيليه والعاجي أبوبكر سانجو والبرازيلي دودو الحائز على لقب هداف الدوري البرازيلي والسودانيين الفاضل سانتو ومحمد حسين كسلا والإيرانيين قاسم بور وعبد الرضا برزكري والليبي طارق التايب مع نادي النصر والليبيري جورج ويا والهولندي فيليب كوكو مع الجزيرة والغاني أدولف مع الشباب وفركي وجورجي مع الشعب والإيراني حسن روشان والمغربي محروس والإيراني علي كريمي وحسن نزري مع النادي الأهلي والغانيين محمد بولو ومحمد عبد الرزاق مع نادي الوصل والإمارات، بالإضافة إلى السوداني معتصم حموري الذي لعب للنصر والوصل.
استطاع أندرسون أن يتفوق على جميع الأسماء الرنانة التي تعاقدت مع أندية الدولة وتربع على عرش الأفضلية من حيث عدد الأهداف التي سجلها وعدد السنوات التي لعبها وما زالت الفرصة مواتية لأندرسون لتسجيل المزيد من الأهداف في المباريات المقبلة من خلال مشاركته في مباريات نادي الشارقة في بطولتي دوري المحترفين وكأس صاحب السمو رئيس الدولة وكأس رابطة المحترفين، خصوصاً أن الهداف البرازيلي ينفرد حالياً بصدارة قائمة الهدافين في دوري المحترفين بتسجيله 5 أهداف في مباريات الشباب هاتريك وهدفين في شباك نادي النصر وصام عن التهديف في شباك العين في الظهور الأول.
وإليكم فيما يلي تفاصيل أهداف أندرسون في الأندية المختلفة على مستوى بطولة الدوري:
سجل أندرسون 14 هدفاً في شباك نادي النصر و10 أهداف في شباك الشعب و7 أهداف في الإمارات 6 للشارقة وواحداً للوصل و7 أهداف في شباك العين 4 للشارقة و 3 للوصل و7 أهداف في شباك دبي 3 للشارقة و4 للوصل و 9 أهداف في شباك نادي الشباب 8 للشارقة وواحداً للوصل و5 أهداف في مرمى الوحدة 4 للشارقة وواحداً للوصل و 7 أهداف في شباك الوصل و 4 أهداف في مرمى الخليج و4 أهداف في شباك اتحاد كلباء و4 أهداف في شباك الأهلي واحداً للشارقة و3 للوصل و4 أهداف في مرمى الجزيرة 2 للشارقة و2 للوصل و3 أهداف للوصل في شباك الفجيرة و3 أهداف للشارقة في شباك الظفرة وهدفين للشارقة في بني ياس وهدفاً واحداً للشارقة في مرمى حتا وهدفاً واحداً في شباك الشارقة للوصل وهدف على عجمان مع الشارقة.
اهداف اللاعب في بطولة الدوري حسب المواسم :
موسم 2002/2003 :6 أهداف
موسم 2003/2004 :4 أهداف
موسم 2004/2005 :23 أهداف
موسم 2005/2006 :20 أهداف
موسم 2006/2007 :18 أهداف
موسم 2007/2008 :16 أهداف
موسم 2008/2009 :12 أهداف